# Wendy Fulton
Wendy Fulton (* 26. März 1954 in Stewartstown, Pennsylvania) ist eine ehemalige US-amerikanische Schauspielerin.

## Werdegang
Wendy Fulton wuchs in Stewartstown, Pennsylvania, auf und besuchte die Kennard-Dale High School. Ihr Vater war Arzt und hatte eine Praxis in der Gemeinde. Sie ist seit 1983 mit Schauspieler Dwight Schultz verheiratet, sie haben eine gemeinsame Tochter (* 1987).
Während ihrer TV-Karriere hatte sie Gastauftritte in den Fernsehserien Knight Rider, Jake und McCabe, Diff'rent Strokes, Das A-Team, V – Die außerirdischen Besucher kommen und Matlock. 1982 war sie in der Seifenoper Bare Essence zu sehen, wo sie die Rolle der Muffin Marshall bekleidete. 1985 gehörte sie in der Rolle der Isabel Hazard zur Besetzung der ersten Staffel der Miniserie Fackeln im Sturm und spielte während der 1986/87er-Staffel von Unter der Sonne Kaliforniens die Rolle der Jean Hackney. 
Fulton war 1991 letztmals als Schauspielerin aktiv. Sie hat derzeit ihre eigene Therapiepraxis.

## Filmografie (Auswahl)
- 1981: Noch Fragen Arnold? (Diff’rent Strokes, Fernsehserie, eine Folge)
- 1981: The First Time
- 1982: Parfüm – Magnet der Sinne (Bare Essence, Fernsehfilm)
- 1982: Knight Rider (Fernsehserie, eine Folge)
- 1982: Die Zeitreisenden (Voyagers!, Fernsehserie, eine Folge)
- 1983: Süßes Gift (Bare Essence, Fernsehserie, 11 Folgen)
- 1984: Dallas (Fernsehserie, zwei Folgen)
- 1985: V – Die außerirdischen Besucher kommen (V, Fernsehserie, eine Folge)
- 1985: Das A-Team (The A-Team, Fernsehserie, eine Folge)
- 1985: Fackeln im Sturm (North and South, Miniserie, sechs Folgen)
- 1986–1987: Unter der Sonne Kaliforniens (Knots Landing, Fernsehserie, 23 Folgen)
- 1989: Matlock (Fernsehserie, Folge 4x04: Manuskript eines Mordes)
- 1991: Jake und McCabe – Durch dick und dünn (Jake and the Fatman, Fernsehserie, eine Folge)